# Oreye
Oreye là một đô thị ở tỉnh Liège. Tại thời điểm ngày 1 tháng 1 năm 2006, Oreye có tổng dân số 3.464 người. Tổng diện tích là 19,64 km² với mật độ dân số 176 người trên mỗi km².